# Ridha Gharsallaoui
Ridha Gharsallaoui (arabe : رضا غرسلاوي) est un officier supérieur, haut fonctionnaire et diplomate tunisien. Il est chargé de la gestion des affaires du ministère de l'Intérieur de juillet à octobre 2021.

## Biographie
Sécuritaire de formation, il intègre la direction générale de la sûreté du chef de l'État et des personnalités officielles en 1996. Il occupe par la suite plusieurs postes dont le service de renseignement,.
En avril 2020, il est nommé conseiller auprès de l'arrondissement de la sécurité nationale au cabinet du président de la République. Le 29 juillet 2021, il est chargé par le président Kaïs Saïed de la gestion des affaires du ministère de l'Intérieur,, poste qu'il occupe jusqu'au 11 octobre de la même année. 
Le 5 décembre 2021, il est nommé consul général de Tunisie à Paris. 

## Distinctions
- Officier de l'Ordre de la République tunisienne (2021)[5].